# Solène Rigot
Pour les articles homonymes, voir Rigot.
Solène Rigot, née en 1992, est une actrice française. Elle est aussi musicienne dans le groupe Mr Crock.

## Biographie
Solène Rigot grandit à Rosny-sous-Bois, en Seine-Saint-Denis,. Elle a suivi des cours de piano et d'accordéon, ainsi que des cours de cirque, où elle se fait remarquer pour son premier film La Permission de minuit de Delphine Gleize. C'est surtout son rôle dans la série télévisée Xanadu en 2011 qui marque la suite de sa carrière. Pour la première fois, elle tient un rôle principal au cinéma dans Puppylove de Delphine Lehericey (2013), aux côtés de Vincent Perez.
Elle joue aussi de l'accordéon et du synthétiseur dans le groupe Mr Crock, lauréat du festival Ici et Demain, catégorie musique, en 2013.
Elle fait partie l'équipe de roller derby de Montreuil, les Nasty Pêcheresses.

## Filmographie
Sauf indication contraire, les informations mentionnées dans cette section peuvent être confirmées par les bases de données cinématographiques  présentes dans la section « Liens externes ».

### Cinéma

#### Longs métrages
- 2011 : La Permission de minuit de Delphine Gleize : Noémie
- 2011 : Dix-sept filles de Delphine Coulin et Muriel Coulin : Mathilde
- 2013 : Renoir de Gilles Bourdos : Madeleine
- 2013 : Puppylove de Delphine Lehericey : Diane
- 2013 : La Belle Vie de Jean Denizot : Gilda
- 2014 : Lulu femme nue de Sólveig Anspach : Morgane
- 2014 : Tonnerre de Guillaume Brac : Mélodie
- 2015 : Les Révoltés de Simon Leclere : Anja
- 2016 : Saint Amour de Gustave Kervern et Benoît Delépine : Jennifer, la serveuse du restaurant
- 2016 : L'Effet aquatique de Sólveig Anspach : la nageuse trop maquillée
- 2016 : Orpheline d'Arnaud des Pallières : Karine
- 2016 : Light Thereafter de Konstantin Bojanov : Julie
- 2016 : La Confession de Nicolas Boukhrief : Marion Lamiral
- 2017 : Baobab de Maxime Pasque : Brune
- 2018 : Comme des garçons de Julien Hallard : Corine Fricoteau
- 2018 : Cinématon #2021 de Gérard Courant : elle-même
- 2019 : Docteur ? de Tristan Séguéla : Rose
- 2021 : Chère Léa de Jérôme Bonnell
- 2021 : Chroma de Jean-Laurent Chautems : Claire
- 2023 : Captives d'Arnaud des Pallières : Blanche
- 2024 : Bergers de Sophie Deraspe : Élise

#### Courts métrages
- 2012 : Pisseuse de Géraldine Keiflin : Eléonore
- 2014 : Vos violences d'Antoine Raimbault : La fille de l'avocat
- 2014 : Les fleuves m'ont laissée descendre où je voulais de Laurie Lassalle : Flore
- 2014 : Helix Aspersa de Grégoire Graesslin
- 2014 : Panda d'Anthony Lapia
- 2015 : Chez Ramzi de Guilhem Amesland : une jeune fille
- 2015 : Les Filles d'Alice Douard : Charlotte
- 2015 : Eaux vives de Selim Bentounes : Anna
- 2016 : À la chasse d'Akihiro Hata : Anaïs
- 2017 : Le Visage de Salvatore Lista : Camille
- 2019 : Stuck Option de Pierre Dugowson : la fille
- 2019 : Personae de Remy Rondeau : Anna

### Court-métrage
- 2021, Sauvage, 21'

### Télévision
- 2011 : Xanadu (série télévisée) : Marine Valadine
- 2016 : Tunnel (série télévisée) : Nina
- 2018 : 1918-1939 : Les Rêves brisés de l'entre-deux-guerres, docu-fiction de Jan Peter et Frédéric Goupil (téléfilm) : May Picqueray
- 2019 : Temps de chien ! d'Édouard Deluc (téléfilm) : Fanny
- 2021 : Neuf Meufs d'Emma de Caunes (série télévisée) : Lola
- 2021 : Girlhood de Jean-François Tatin et Flora Desprats : voix off
- 2023 : Piste noire de Frédéric Grivois (série télévisée) : Alexia Maldini
- 2023 : Machine de Fred Grivois : Stéphanie
- 2024 : Enjoy ! de Lionel Meta : Jane

### Clips
- 2017 : Up All night, clip du chanteur Beck : la super héroïne[6]

## Distinctions
- Festival Jean Carmet de Moulins 2014 : prix du public du meilleur second rôle féminin pour La Belle vie
- Festival international du film francophone de Namur 2016 : meilleure comédienne pour Orpheline